# Велике Колесово
Велике Колесово (рос. Большое Колесово) — село Кабанського району, Бурятії Росії. Входить до складу Сільського поселення Колесовське.
Населення —  668 осіб (2015 рік). 